# صورت حساب سرمایه
صورت حساب سرمایه، گزارش مالی است که وضعیت سرمایه موسسه را در یک تاریخ مشخص نشان میدهد.
در هر موسسه، پس از سرمایه گذاری اولیه، در اثر فعالیتهای موسسه، در پایان دوره مالی ممکن است سود یا زیان داده باشد. از طرفی صاحب موسسه ممکن است در طول این دوره برداشتهایی توسط صاحب سرمایه صورت گرفته باشد.
این دو عامل در صورت حساب سرمایه مؤثر میباشند.
صورت حساب سرمایه با توجه به فرمول زیر محاسبه میگردد:
(برداشت صاحب موسسه طی دوره - سود ویژه طی دوره) + سرمایه اولیه دوره = سرمایه پایان دوره